# Île Barnevelt
Pour les articles homonymes, voir Barnevelt.
L'île Barnevelt est une île chilienne située au sud-sud-est de la grande île de la Terre de Feu au large de la baie Nassau, à l'est de l'île Deceit et de l'archipel des îles Wollaston. Comme autour se trouvent un îlot et des rochers, les cartes marines la nomment au pluriel, les îles Barnevelt.

L'île Barnevelt, à l'est de l'archipel des îles L'Hermite.

Jacob Le Maire et Willem Schouten après leur passage au détroit de Le Maire aperçoivent l'île, le 29 janvier 1616 qu'ils décrivent comme « stériles de pierres grises avec quelques rochers y alentour » et la nomment en l'honneur de Johan van Oldenbarnevelt, grand pensionnaire des États de Hollande.